# Fiat 470 (Traktor)
Der Fiat 470 ist ein Schmalspurtraktor, der von 1976 bis 1980 von Fiat Trattori im italienischen Modena produziert wurde. Er war der Nachfolger des Fiat 450 und gehörte zur Serie 70, die aus den Modellen 470, 570 und 670 bestand.

## Technische Daten
Der Fiat 470 hatte einen Fiat-Dieselmotor mit 3 Zylindern, 2,5 Liter Hubraum und 47 PS. Er war mit einem mechanischen Getriebe mit 8 Vorwärts- und 2 Rückwärtsgängen ausgestattet. Die Bauartbedingte Höchstgeschwindigkeit betrug 25 km/h. Der Traktor hatte eine hydraulische Lenkung, eine Zapfwelle mit zwei Geschwindigkeiten und eine Dreipunkthydraulik mit einer Hubkraft von 1800 kg.

## Einsatz
Der Fiat 470 war in zwei Versionen erhältlich: DT (Allradantrieb) und VE (Hinterradantrieb). Er wurde hauptsächlich für den Einsatz in Weinbergen, Obstplantagen und Gemüsegärten konstruiert.